# Gavin Bryars
Pour les articles homonymes, voir Gavin.
Gavin Bryars est un compositeur de musique post-minimaliste et contrebassiste britannique né le 16 janvier 1943 à Goole (Yorkshire de l'Est). Déjà Régent du Collège de 'Pataphysique, il a été intégré au Transcendant Corps des Satrapes le 11 août 2015.

## Biographie
Il a commencé par étudier la philosophie à l'université de Sheffield avant d'étudier la composition avec Cyril Ramsey et George Linstead. Il entame ensuite une carrière de contrebassiste de jazz dans les années 1960, en participant au trio de Joseph Holbrooke, avec le guitariste Derek Bailey et le batteur Tony Oxley. Le trio joue tout d'abord du jazz relativement traditionnel avant de passer à l'improvisation libre. Il n'est cependant pas satisfait de cette forme musicale et décide de se consacrer à la composition.
Il compose The Sinking of the Titanic en 1969, puis en 1970 Jesus' Blood Never Failed Me Yet, repris en 1993, qui lui vaudra une reconnaissance internationale. Sa musique est qualifiée de zen, hypnotique. Il crée à l'opéra de Lyon en 1984 son premier opéra intitulé Médée, mis en scène par Bob Wilson. Il travaille ensuite sur un deuxième opéra, Doctor Ox's Experiment, basé sur un texte de Jules Verne et un livret écrit par Blake Morrison, puis un troisième, G, toujours avec un livret écrit par Blake Morrison. Il compose aussi pour le théâtre, le cinéma et le ballet, notamment Biped (2001) pour Merce Cunningham.
Il est le fondateur de l'orchestre The Portsmouth Sinfonia, devenu célèbre de par son fonctionnement qui consistait à accepter n'importe quel musicien, quelles que soient ses compétences musicales. Le répertoire était constitué de pièces classiques. Ces pièces étaient jouées d'une manière expérimentale, qui consistait à ne pas essayer de jouer exactement la partition mais plutôt à faire produire par l'orchestre une impression sonore globale de chaque pièce.
Les œuvres de Bryars ont été interprétées notamment par l'orchestre symphonique de la BBC, le Quatuor Arditti, le Hilliard Ensemble, le Quatuor Balanescu, le Quatuor Smith (Quatuor à cordes no 3, 1998), le contrebassiste de jazz Charlie Haden, le guitariste américain Bill Frisell, ou avec son groupe, le Gavin Bryars Ensemble.
Il apparaît sur la compilation Mojo Step Right Up! du magazine britannique Mojo, compilée en 2010 par Tom Waits et regroupant plusieurs des chansons qui ont pu influencer sa carrière, dans un duo avec ce dernier sur la chanson Jesus' Blood Never Failed Me Yet.
Le 20 avril 2001 il est nommé Régent du collège de 'Pataphysique puis le 11 août 2015, Gavin Bryars a été intégré au Transcendant Corps des Satrapes après consultation statutaire.

## Filmographie
- 1970 : Necropolis de Franco Brocani

### Filmographie
- Jacqueline Caux, Dolce voce, 2012